# Drosophila orosa
Drosophila orosa este o specie de muște din genul Drosophila, familia Drosophilidae, descrisă de Bock și Wheeler în anul 1972.
Este endemică în Thailand. Conform Catalogue of Life specia Drosophila orosa nu are subspecii cunoscute.